# Pedro Palomino Pastrana
Pedro Antonio Palomino Pastrana (Jauja, Perú, 9 de septiembre de 1959) es un ingeniero de minas y político peruano. Alcalde  de la Provincia de Huancavelica.

## Biografía
Realizó sus estudios primarios en el C.E. 31512 de Jauja y los secundarios en la Gran Unidad Escolar San José de Jauja.  
Estudió Ingeniería de Minas en la Universidad Nacional Daniel Alcides Carrión de Cerro de Pasco entre 1979 y 1985. Trabajó como docente-Administrativo  de la misma entre  julio de 1986 y junio de 1992. 
Desde julio de 1992 es docente de la Universidad Nacional de Huancavelica. Ha hecho estudios de Gerencia en Proyectos de Ingeniería, en la Universidad Nacional Federico Villareal.
Funda el Movimiento Proyecto Integracionista de Comunidades Organizadas (PICO) y el año 2006 postula y alcanza la alcaldía provincial de Huancavelica para el periodo 2007-2010. En las elecciones regionales y municipales del Perú de 2010 postula nuevamente al mismo cargo.